# Mödradödlighet
Mödradödlighet innebär att modern dör i samband med graviditet eller förlossning. Med mödradödlighet menas enligt FN:s definition att modern dör under graviditeten eller upp till 42 dagar efter att hon avslutat sin graviditet, här räknas även in komplikationer i samband med abort.
Barnsängsdöd, att dö i barnsäng, är ett begrepp som används när modern av någon anledning dör under förlossningen eller under barnsängstiden.
Mödradödlighet beror ofta på att modern är undernärd eller att det saknas adekvat mödravård eller förlossningsvård. Det är avsevärt mycket vanligare i fattiga länder. Ungefär hälften av samtliga avlidna mödrar i världen under 2000-talet bor i Afrika. I Sverige var mödradödligheten 2014 ca 4 per 100 000 levande födda barn.  Risken ökar också något av fetma, liksom risken ökar för komplikationer för modern och foster.
Mödrar kan avlida till följd av utomkvedshavandeskap, blodpropp, hjärtsjukdom, för tidig hinnbristning, förblödningar, infektioner och högt blodtryck, då riskerna ökar både vid stigande och alltför ung ålder. Osäkra aborter står globalt sett för en stor andel. Det senare händer oftare unga kvinnor. Enligt FN:s beräkningar beror 13% av samtliga fall av mödradödlighet i världen på osäkra aborter. Dessa förekommer enligt samma källa framför allt i Sydamerika och mellersta Afrika.
Mer än 50 procent av mödradödligheten i världen 2008 tillskrevs Indien, Afghanistan, Pakistan, Etiopien, Kongo (Kinshasa) och Nigeria. 